# Rimska cesta (Dugopolje, Klis)
Rimska cesta koja se proteže uz rubna područja općina Dugopolja i Klisa je povijesni spomenik iz starorimskog razdoblja. Tematska pješačka staza je na predjelu Kurtovići - Klapavice, na ostatcima stare antičke cestovne prometnice (zaštićeno kulturno dobro). Očuvana cestovna dionica duga je oko dva kilometra odnosno 1,5 rimsku milju. Ostatci odgovaraju osnovnom pravcu rimskih cesta iz Salone, sjedišta rimske provincije Dalmacije. Trasa ceste išla je od Salone, preko prijevoja Klisa duž dugopoljske visoravni te se račvala kod zaseoka Kapele. Skretanje u jednom pravcu vodilo je ka Aequumu (današnjem Čitluku kod Sinja. Skretanje u drugom pravcu vodilo je ka vojnom logoru Pons Tiluri (današnji Gardun kod Trilja). Vjerojatno je ova prometnica funkcionirala kao kolna cesta do 7. stoljeća i velike seobe naroda koja je tad zahvatila prostor starorimske Dalmacije. Područje još nije do kraja arheološki istraženo. Područje rimske ceste na predjelu Podi-Zapad je zaštićeno kulturno dobro.